# Jardí de l'Àrea Metropolitana de Barcelona
El jardí de l'Àrea Metropolitana de Barcelona o de forma abreviada jardins de l'AMB, és una zona verda d'ús públic de 15.000 metres quadrats. Està situat al barri de la Zona Franca de Barcelona, al costat de les oficines de TMB i de l'Àrea Metropolitana de Barcelona. Va ser creat l'any 2009 arran de la cobertura de l'aparcament i l'arrenjament dels accessos als edificis institucionals abans esmentats.
El jardí està compost per una superfície de gespa diferent a la convencional en jardineria. Es tracta de la gespa càlida formada per Zoysia, una espècie herbàcia de baix consum d'aigua que ofereix un bon recobriment tolerant al trepig. A l'hivern aquesta espècie entra en parada vegetativa i passa a tenir un aspecte pallís. Al centre del Jardí trobem dues alineacions de parterres de lligabosc (Lonicera de forma irregular i és flanquejat per una filera d'arbres.